# ألما ألكسندر
ألما ألكسندر (بالإنجليزية: Alma Alexander)‏ (5 يوليو 1963، نوفي ساد في صربيا)؛ كاتِبة وروائية أمريكية.